# 池成明
池 成明（いけ しげあき）は、鎌倉時代後期の武士。一部の山吉氏の系図では越後国山吉氏の祖とされる。

## 生涯
『山吉家家譜』によれば佐原連明の子、母が池氏の出身であったため、池清久の婿養子となったという。清景の義弟という。本成寺の記録では山吉定明とも。『山吉家家譜』やその原本である山吉系譜を基にして江戸時代後期の文政年間に編集された「北越雑記」によれば徳治2年（1307年）、山吉の地に居城を築いて姓を山吉に改め、池氏の娘を娶りその領地を継承したとされるが、同時代の史料では確認できない。なお、文禄年中の古文書ともいわれる「戸倉文書」では、成明は南北朝時代に南朝方として戦った池左衛門尉長久の孫であり、元中2年（1385年）、上杉氏と長尾氏によって滅ぼされたとしている。
江戸時代後期に成立したとされる「法華宗総本山本成寺縁起」には永仁5年（1298年）、山吉定明が、青蓮華寺（新潟県三条市にある法華宗陣門流の総本山）を建立したという記録がある。しかし、元和5年（1619年）に書かれた本成寺の「列祖伝」や江戸中期に成立した「陣門祖略伝」「長久山歴代譜」には定明開基についての記述はなく、江戸中期以降に三条市近辺で広まった三条城主三条左衛門定明伝説の影響も指摘されている。
また、大正14年（1925年）に書かれた「定明寺開基」では三条市の定明寺（曹洞宗）は文保2年（1318年）城主池ノ丹後守成明が再建したと伝えている。